# Kiiski-klass
Kiiski-klass är en fartygsklass bestående av minsvepare som används av den finländska marinen. Alla fartyg i klassen byggdes på Fiskars varv i Åbo. Fartygen färdigställdes 1975 och grundförbättrades på 1990-talet.
Kiiski är finska för fisken gärs.

## Fartyg i klassen
| Fartyg   | Skeppsnummer | Kölsträckt        | Sjösatt          | I tjänst         |
| -------- | ------------ | ----------------- | ---------------- | ---------------- |
| Kiiski 1 | 521          | -                 | -                | 1981             |
| Kiiski 2 | 522          | 20 januari 1983   | 21 oktober 1983  | 4 november 1983  |
| Kiiski 3 | 523          | 14 februari 1983  | 10 november 1983 | 28 november 193  |
| Kiiski 4 | 524          | 4 april 1983      | 28 november 1983 | 12 december 1983 |
| Kiiski 5 | 525          | 16 maj 1983       | 2 maj 1984       | 24 maj 1985      |
| Kiiski 6 | 526          | 29 augusti 1983   | 9 maj 1984       | 24 maj 1985      |
| Kiiski 7 | 527          | 12 september 1983 | 10 maj 1984      | 24 maj 1985      |